# Моргун, Мария Алексеевна
Мари́я Алексе́евна Моргу́н (род. 20 сентября 1984 года) — российская журналистка, главный редактор телеканала «Живая планета» (с 2014 года), телеведущая и корреспондент ФГУП «Всероссийская государственная телевизионная и радиовещательная компания» (ВГТРК).

## Биография
Родилась 20 сентября 1984 года в Москве.
Окончив школу с углубленным изучением французского языка, поступила на отделение деловой и политической журналистики Высшей школы экономики (ВШЭ), которое окончила в 2007 году.
В 2004 году проходила практику в отделе новостей на «Первом канале», где проработала два следующих года.
С 2006 года — сотрудник медиахолдинга «Всероссийская государственная телевизионная и радиовещательная компания» (ВГТРК). Работу в нём начала с должности корреспондента телеканала «Россия-24» (до 1 января 2010 года — «Вести»). C 19 января 2009 года — ведущая «Новостей экономики» на том же канале, с 2012 года — ведущая линейного эфира.
С 2010 года — автор и ведущая программ телеканала «Моя планета», а также программ «Вести.ru» и «Я могу» (вместе с Денисом Семинихиным) на телеканале «Россия-2».
С 2011 по 2013 год — соведущая телепрограммы «Гран-при» «Формулы-1» на телеканале «Россия-2» (вместе с Алексеем Поповым).
С 2014 по 2024 год — главный редактор познавательного телеканала о животном мире «Живая планета», начавшего официальное вещание с 1 марта 2015 года.
20 января 2014 года стала одним из факелоносцев эстафеты олимпийского огня зимних Олимпийских игр 2014 года на её этапе в Волгограде.

## Семья
Замужем за Денисом Китаевым, дочери Ульяна (род. 2012) и Софья (род. 2014).

## Награды
- Благодарность Правительства Российской Федерации (31 марта 2009 года) — за активное участие в освещении деятельности Председателя Правительства Российской Федерации[13].
- Благодарность Правительства Российской Федерации (31 марта 2010 года) — за активное участие в освещении деятельности Председателя Правительства Российской Федерации[14].
- Благодарность Правительства Российской Федерации (3 марта 2012 года) — за активное участие в освещении деятельности Председателя Правительства Российской Федерации[15].